# Chrobákovití
Chrobákovití (Geotrupidae, z řeckého geos, země a trypetes, vrtat) je čeleď brouků. Někteří chrobákovití vyhledávají trus savců; lidově bývají nazýváni hovniválové.
Brouci jsou typicky saprofágní, někteří jsou koprofágní (asi 150 druhů). Většina vyhrabává v půdě noru, do které zatahuje zdroj budoucí potravy larev. Nory některých druhů sahají až do hloubky dvou metrů. Některé druhy kladou vajíčka do zdroje nebo pod zdroj budoucí potravy larev na povrchu země.
Některé druhy spolu komunikují stridulací, třením určitých částí těla o sebe.

## Chrobákovití v Česku
Nelétavý chrobák révový (Lethrus apterus) potřebuje k životu obnaženou půdu; na území Česka vyhynul zhruba v polovině 20. století, kdy vymizel z celé Moravy, a rychle mizí i na Slovensku. Je to velký černý nelétavý brouk s unikátním způsobem života. Do nor zatahuje části listů, které upěchuje a nechá zkvasit. Jimi se pak živí jeho larvy. Brouci čile pobíhají po polních cestách a krajích vinohradů, samci vláčejí kusy listů a často spolu bojují mohutnými kusadly.
Tajemný a velmi vzácný chrobák jednorohý (Bolbelasmus unicornis) je velký hnědavý brouk (12–15 mm), jehož samci nesou na hlavě roh podobně jako nosorožíci. Larvy žijí v plodnicích lanýžů a dalších podzemních hub. Brouci po setmění létají nízko nad povrchem půdy a hledají partnery k páření nebo podzemní houby. Zřejmě proto potřebují k životu řidší krátkostébelné porosty. Zatímco v Čechách a na Moravě vyhynul, na Slovensku žije. (Země výskytu: Albánie, Bosna a Hercegovina, Bulharsko, Černá Hora, Francie, Chorvatsko, Itálie, Kréta, Maďarsko, Makedonie, Německo, Polsko, Rakousko, Rumunsko, Řecko, Slovensko, Srbsko, Švýcarsko, Ukrajina, Velká Británie.)
Třírohý broučí unikát chrobák černý (Typhaeus typhoeus), též chrobák rohatý, je v ČR jedním z existenčně nejohroženějších druhů. Žije již jen v jediné lokalitě. Je velký 15–24 mm.
V Čechách a na Moravě žije ohrožený 6,5–12 mm velký chrobák vrubounovitý (Sisyphus schaefferi), též výkalník vrubounovitý. Patří mezi tzv. váleče a je jediným druhem v ČR, který přemísťuje potravu do hnízda odvalením. Na potravním zdroji vytvoří víceméně sférický objekt a pozpátku jej zadníma nohama odvalí. Cestu určuje pomocí polarizovaného světla. ČR je nejsevernější hranicí jeho rozšíření, žije na písčitých lokalitách, především na jižní Moravě.

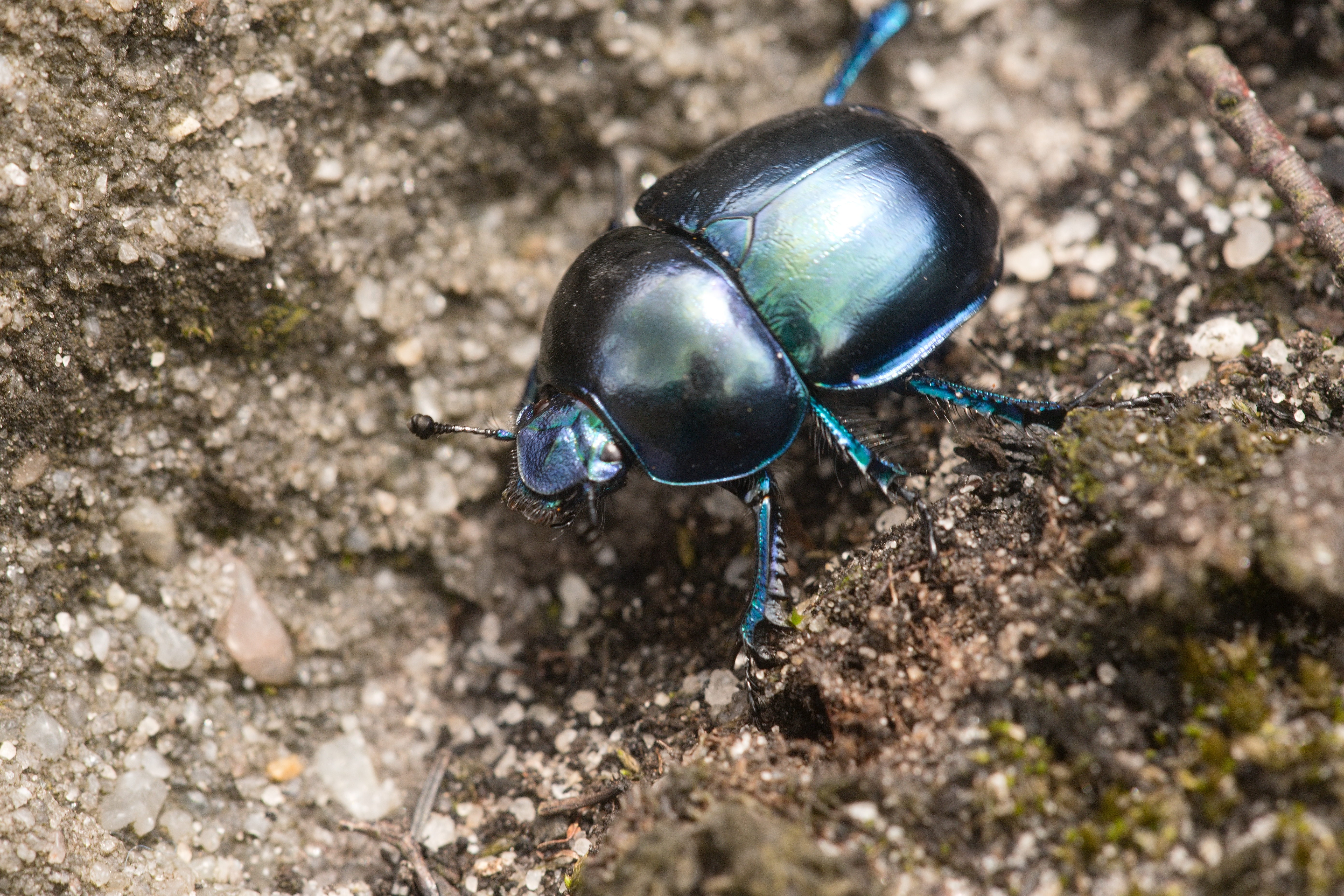
Chrobák jarní na spáleništi nedaleko Hřenska

V Čechách, na Moravě i na Slovensku žije chrobák jarní (Trypocopris vernalis), též chrobák hladký, velký 12–20 mm. Uváděn je dále v evropských zemích: Bulharsko, Francie, Itálie, Lucembursko, Německo, Rakousko, Rumunsko, Rusko, Řecko, Slovinsko, Španělsko a v Asii v Íránu.
V Čechách, na Moravě i na Slovensku žije chrobák velký (Geotrupes stercorarius) velikosti 15–25 mm a výkalník pečlivý (Copris lunaris) velikosti 16–24 mm. Je to druh stepí a pastvin. Brouci se slétávají na koňský, hovězí a ovčí trus, pod kterým obě pohlaví vybudují podzemní kryptu, v níž samička vytvoří 5–7 hruškovitých útvarů z trusu. Do nich naklade vajíčka a larvy střeží, dokud se z nich nevylíhnou dospělí brouci. Sládeček je řadí k rychle se zahrabávajícím štolařům.
Patrně nejznámější je chrobák lesní (Anoplotrupes stercorosus, syn. Geotrupes stercorosus aj. ), lidově hovnivál, brouk velikosti 12–19 mm. Sládeček uvádí, že patří mezi tzv. štolaře a potravu pro potomstvo zahrabává pomalu.

## Taxonomie
Dříve než byli Geotrupidae klasifikováni jako samostatná čeleď, byli zařazeni jako podčeleď Geotrupinae v čeledi Scarabaeidae. Čeleď Bolboceratidae byla včleněna do podčeledi Bolboceratinae na základě stejného počtu segmentů tykadel, ale na základě studia dalších znaků je Scholtz & Browne (1995) povýšili do čeledi Bolboceratidae.
Čeleď má více než 600 druhů v asi 25 rodech a třech podčeledích.
- Geotrupinae
  - Anoplotrupes
  - Blackburnium
  - Ceratophyus Fischer von Waldheim, 1823
  - Cnemotrupes
  - Elaphastomus
  - Enoplotrupes
  - Eogeotrupes
  - Geohowdenius
  - Geotrupes Latreille, 1796
  - Glyptogeotrupes
  - Haplogeotrupes
  - Indobolbus
  - Megatrupes
  - Mycotrupes LeConte, 1866
  - Odontaeus
  - Onthotrupes
  - Pachypus
  - Peltotrupes Blanchard 1888
  - Sericotrupes
  - Stenaspidius
  - Thorectes
  - Trypocopris
  - Typhaeus
- Taurocerastinae
  - Frickius
  - Taurocerastes
- Lethrinae
  - Lethrus